# Helicarion porrectus
Helicarion porrectus é uma espécie de gastrópode  da família Helicarionidae.
É endémica da Austrália. 